# Drupia
Drupia – wieś w Polsce położona w województwie mazowieckim, w powiecie siedleckim, w gminie Skórzec. Ma status sołectwa.
W latach 1975–1998 miejscowość administracyjnie należała do województwa siedleckiego.
W Drupi urodził się Franciszek Młynarczyk (1897–1940), posterunkowy Policji Państwowej, działacz niepodległościowy.